# Livermore (Kentucky)
Livermore és una població dels Estats Units a l'estat de Kentucky. Segons el cens del 2000 tenia 1.482 habitants.

## Demografia
Segons el cens del 2000, Livermore tenia 1.482 habitants, 614 habitatges, i 405 famílies. La densitat de població era de 555,5 habitants/km².
Dels 614 habitatges en un 33,7% hi vivien nens de menys de 18 anys, en un 46,7% hi vivien parelles casades, en un 15% dones solteres, i en un 33,9% no eren unitats familiars. En el 30,3% dels habitatges hi vivien persones soles el 15,5% de les quals corresponia a persones de 65 anys o més que vivien soles. El nombre mitjà de persones vivint en cada habitatge era de 2,41 i el nombre mitjà de persones que vivien en cada família era de 3,01.
Per edats la població es repartia de la següent manera: un 27,1% tenia menys de 18 anys, un 9,7% entre 18 i 24, un 25% entre 25 i 44, un 23,7% de 45 a 60 i un 14,6% 65 anys o més.
L'edat mediana era de 37 anys. Per cada 100 dones de 18 o més anys hi havia 82 homes.
La renda mediana per habitatge era de 23.086 $ i la renda mediana per família de 27.404 $. Els homes tenien una renda mediana de 25.083 $ mentre que les dones 19.583 $. La renda per capita de la població era de 15.049 $. Entorn del 18% de les famílies i el 18,1% de la població estaven per davall del llindar de pobresa.

## Poblacions més properes
El següent diagrama mostra les poblacions més properes.